# A20 road
Die A20 road (englisch für Straße A20) ist eine 114,6 km lange, innerhalb des Londoner Autobahnrings, des M25 und von Folkestone bis zu ihrem Ende am Ärmelkanal als Primary route ausgewiesene Straße, die von London nach Dover führt.

## Verlauf

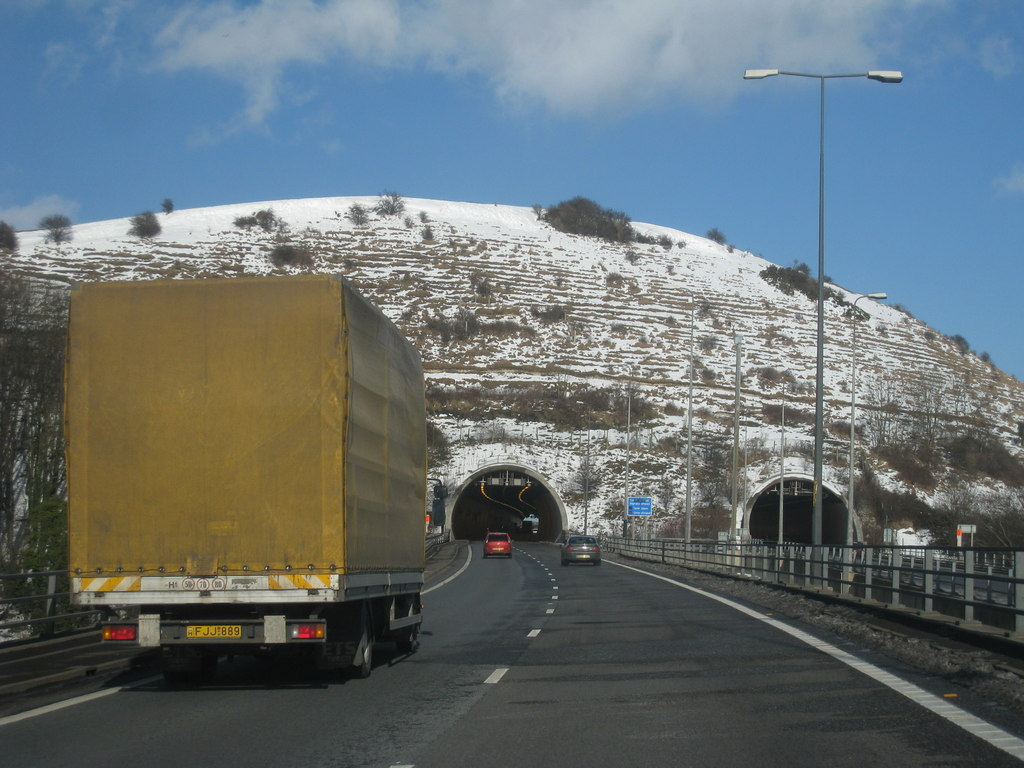
Roundhill Tunnels der A20 bei Folkestone (Aufnahme 2010)

Die Straße beginnt am New Cross im Londoner Vorort Lewisham. Sie verläuft nach Südosten, lässt die A21 abzweigen und kreuzt bei Swanley den M25, den Londoner Autobahnring. Dabei zweigt die A20 vom M25 ab und verläuft, bis Folkestone nicht mehr als Primary route ausgewiesen, parallel zum M25. In Wrotham Heath zweigt die A25 in Richtung Reigate und Guildford nach Westen ab. Bei West Malling kreuzt die A228. Anschließend wird Maidstone durchfahren, wo die A26 abzweigt und die von Rochester kommende A229 kreuzt. Die Straße folgt dem Südrand der North Downs, führt durch Charing und weiter nach Ashford, wo die A28 gequert wird. Sie verläuft weiter nahe dem  M20, durchzieht Folkestone und wird am Ende des M20 wieder zur Primary route, die mit getrennten Fahrbahnen die Steilküste entlang nach Dover mit seinem Fährhafen führt und anschließend in die A2 übergeht.